# Selaginella werffii
Selaginella werffii là một loài dương xỉ trong họ Selaginellaceae. Loài này được A.R. Sm. mô tả khoa học đầu tiên..
Danh pháp khoa học của loài này chưa được làm sáng tỏ. 